# Eidgenössische Volksinitiative «AHVplus: für eine starke AHV»

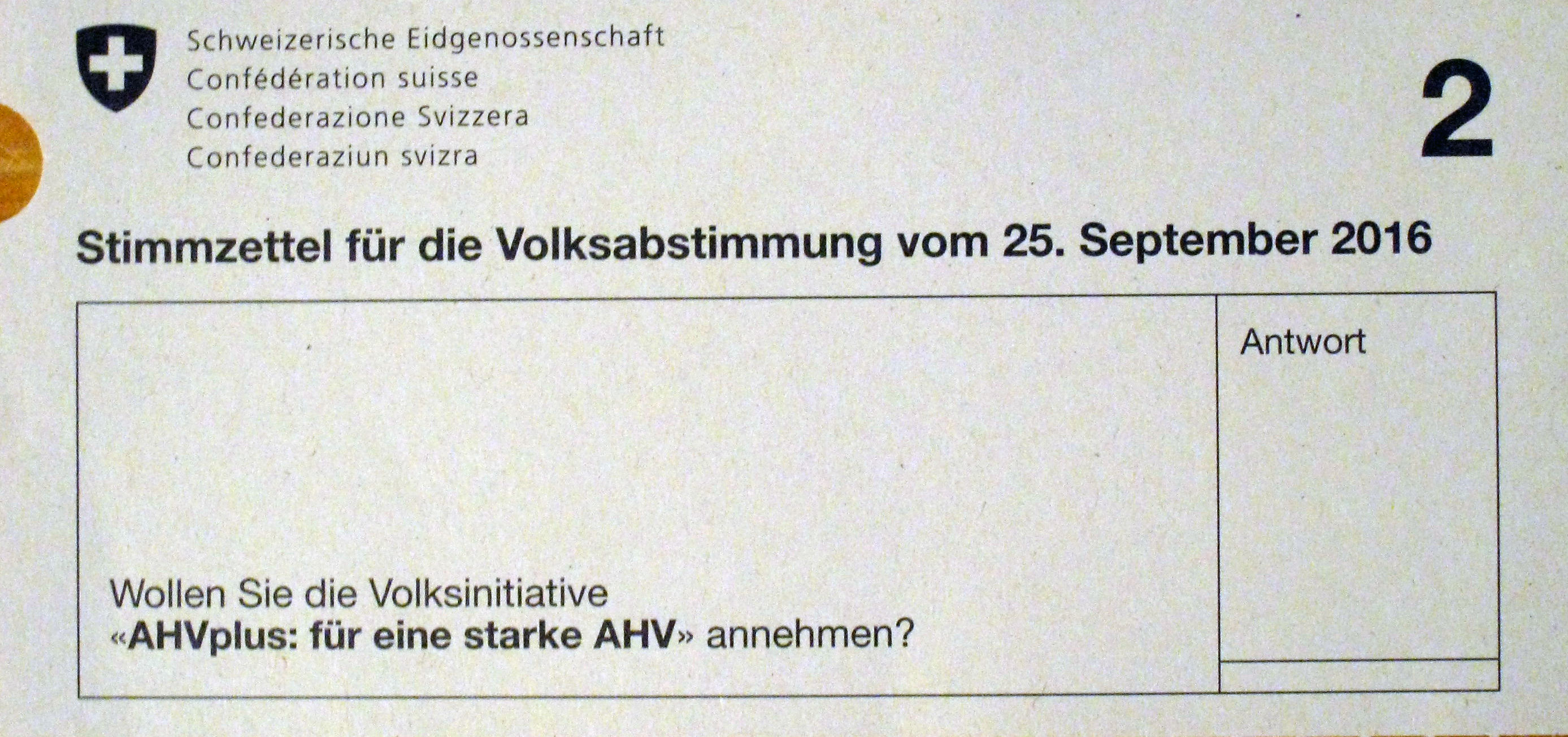
Stimmzettel

Die eidgenössische Volksinitiative «AHVplus: für eine starke AHV» war eine Volksinitiative des Schweizerischen Gewerkschaftsbunds (SGB), die am 25. September 2016 zur Abstimmung kam und eine Erhöhung aller AHV-Renten um 10 % forderte. Sie wurde mit 59,4 % der Stimmen und einem klaren Ständemehr abgelehnt.

## Initiative

### Einreichung
Die Initiative wurde am 17. Dezember 2013 mit 111'683 gültigen Unterschriften eingereicht.

### Absicht
Ziel der Initianten war es, die AHV-Renten um 10 % zu erhöhen. Diese Erhöhung sollte als Zuschlag auf allen Renten ausgezahlt werden. Die Initianten wollten so den Anteil der AHV am Renteneinkommen erhöhen, zu dem nebst der AHV (1. Säule) auch die 2. Säule und die 3. Säule sowie im Bedarfsfall die Ergänzungsleistungen (EL) beitragen.
Der Zuschlag hätte für Alleinstehende durchschnittlich 200 Franken betragen, für Ehepaare 350.

### Wortlaut
Die Initiative hatte folgenden Wortlaut:
10. Übergangsbestimmung zu Art. 112 (Alters-, Hinterlassenen- und Invalidenversicherung)
1 Bezügerinnen und Bezüger einer Altersrente haben Anspruch auf einen Zuschlag von 10 Prozent zu ihrer Rente.

## Argumentation

### Pro
Die Befürworter sind der Meinung, dass der Anteil der AHV im schweizerischen Rentensystem, das aus der 1. Säule (AHV), der 2. Säule (berufliche Vorsorge) sowie der 3. Säule (freiwilliges Sparen) und im Bedarfsfall den Ergänzungsleistungen besteht,  gestärkt werden sollte. Ihrer Ansicht nach ist die AHV besser aufgestellt  als die Pensionskassen (2. Säule). Die AHV sei die sicherste Altersvorsorge und weniger den Risiken an der Börse ausgesetzt als die 2. und die 3. Säule. Zudem sei die AHV solidarischer, da Reiche mehr zahlen müssten als Leute mit tiefen und mittleren Einkommen.

Ausserdem ist ihrer Meinung nach eine Anpassung der AHV-Renten an die Löhne nötig. Um das in der Verfassung verankerte Ziel, dass Rentner auch im Alter ihre gewohnte Lebenshaltung weiterführen können, zu erreichen, brauche es höhere AHV-Renten.

### Contra
Die Gegner argumentieren, die AHV gerate durch den demografischen Wandel in Schwierigkeiten. Bis 2030 fehlten 7,5 Milliarden Franken jährlich. Bei Annahme der Initiative gerate die AHV noch zusätzlich in Schieflage. Dies müssten die Jungen bezahlen, was ungerecht sei.

Zudem begünstige die Initiative die Falschen: Denjenigen Rentnern, die zu wenig Geld haben und deshalb Ergänzungsleistungen beziehen, würden einfach die Ergänzungsleistungen gekürzt werden, womit sie am Ende gleich viel Renteneinkommen hätten wie vorher. Da aber die AHV-Renten anders als die Ergänzungsleistungen steuerpflichtig sind, hätten diese Rentner letztendlich sogar weniger als zuvor. Profitieren würden hingegen die finanziell gut gestellten Rentner, die keine Ergänzungsleistungen beziehen.

## Haltungen

### Partei- und Verbandsparolen
Unter den acht grössten Parteien der Schweiz befürworteten nur die SP und die Grünen die Initiative. CVP, GLP, BDP EVP, FDP und SVP hingegen lehnten die Initiative ab.
Der schweizerische Gewerkschaftsbund, der die Initiative lancierte, Travailsuisse und der Mieterverband unterstützten die Initiative ebenfalls, der Arbeitgeberverband und Economiesuisse hingegen lehnten die Initiative ab.

### Amtliche Stimmempfehlung
Sowohl Bundesrat als auch  Parlament empfahlen ein Nein zur Initiative.

## Volksabstimmung
Volk und Kantone stimmten am Sonntag, dem 25. September 2016 über die Initiative ab.

### Umfragen
In der ersten Tamedia-Onlineumfrage vom 8. und 9. August zeichnete sich eine Mehrheit für die Vorlage ab: 60 % der Umfrageteilnehmer sagten „Ja“ oder „Eher Ja“. In der ersten SRG-Trendumfrage vom 2. bis 12. August hingegen waren es nur 49 %, was eine Ablehnung der Initiative wahrscheinlich machte.

### Abstimmungsergebnis

Ergebnisse nach Kantonen

Die Volksinitiative wurde mit einem deutlichen Volksmehr (59,4 Prozent) und einem klaren Ständemehr (5 Standesstimmen dafür, 12 wären für eine Annahme nötig gewesen) abgelehnt. Am grössten war die Zustimmung im Kanton Jura mit 59,5 %, am geringsten im Kanton Appenzell Innerrhoden mit nur 22,3 %. Die genauen Ergebnisse in den einzelnen Kantonen sind der Tabelle und der Karte zu entnehmen.
| Kanton                           | Ja (%) | Nein (%) | Beteiligung (%) |
| -------------------------------- | ------ | -------- | --------------- |
| Aargau                           | 36,3   | 63,7     | 39,4            |
| Appenzell Ausserrhoden           | 34,0   | 66,0     | 42,9            |
| Appenzell Innerrhoden            | 22,3   | 77,7     | 34,3            |
| Basel-Landschaft                 | 42,2   | 57,8     | 41,9            |
| Basel-Stadt                      | 49,1   | 50,9     | 48,0            |
| Bern                             | 39,8   | 60,2     | 40,0            |
| Freiburg                         | 42,8   | 57,2     | 40,8            |
| Genf                             | 53,6   | 46,4     | 45,7            |
| Glarus                           | 36,9   | 63,1     | 33,0            |
| Graubünden                       | 34,5   | 65,5     | 37,2            |
| Jura                             | 59,5   | 40,5     | 38,4            |
| Luzern                           | 30,7   | 69,3     | 41,5            |
| Neuenburg                        | 54,0   | 46,0     | 43,5            |
| Nidwalden                        | 27,0   | 73,0     | 43,1            |
| Obwalden                         | 24,9   | 75,1     | 44,5            |
| Schaffhausen                     | 41,2   | 58,2     | 61,7            |
| Schwyz                           | 28,2   | 71,8     | 47,0            |
| Solothurn                        | 40,8   | 59,2     | 40,4            |
| St. Gallen                       | 33,2   | 66,8     | 45,7            |
| Tessin                           | 53,4   | 46,6     | 45,9            |
| Thurgau                          | 33,6   | 66,4     | 38,3            |
| Uri                              | 30,3   | 69,7     | 35,6            |
| Waadt                            | 50,3   | 49,7     | 45,7            |
| Wallis                           | 41,0   | 59,0     | 45,5            |
| Zug                              | 28,6   | 71,4     | 49,3            |
| Zürich                           | 38,3   | 61,7     | 44,7            |
| Schweizerische Eidgenossenschaft | 40,6   | 59,4     | 43,1            |

### Unterschiede zwischen den Sprach- und Altersgruppen
Bei der Abstimmung stimmten die französisch- und italienischsprachigen Schweizer mehrheitlich für die Initiative, während in der Deutschschweiz das Gegenteil der Fall war. Diese als Röstigraben bezeichnete Differenz zwischen den Sprachregionen zeigte sich in der Vergangenheit auch bei anderen sozialpolitischen Themen häufig.
Auch gab es einen erheblichen Unterschied zwischen den Altersgruppen: Während bei den 18- bis 34-Jährigen laut Tamedia-Nachbefragung nur 21 % für die Initiative waren, stimmten 57 % der über 65-Jährigen für die Initiative. Letztere hätten bei Annahme der Initiative am meisten profitiert.